# Hercostomus zygolipes
Hercostomus zygolipes är en tvåvingeart som först beskrevs av Patrick Grootaert och Henk J.G. Meuffels 2001.  Hercostomus zygolipes ingår i släktet Hercostomus och familjen styltflugor.
Artens utbredningsområde är Filippinerna. Inga underarter finns listade i Catalogue of Life.